# Rinus Terlouw
Marinus Terlouw, plus connu sous le nom de Rinus Terlouw (né le 16 juin 1922 à Capelle aan den IJssel aux Pays-Bas, et mort le 16 décembre 1992) est un joueur de football international néerlandais, qui évoluait au poste de défenseur.

## Biographie

### Carrière en sélection
Avec l'équipe des Pays-Bas, il joue 34 matchs (pour aucun but inscrit) entre 1948 et 1954. 
Il joue son premier match en équipe nationale le 18 avril 1948 contre la Belgique et son dernier le 30 mai 1954 contre la Suisse.
Il participe aux Jeux olympiques de 1948 et de 1952. Il joue deux matchs lors du tournoi olympique de 1948 et un match lors du tournoi de 1952.

## Palmarès
Sparta Rotterdam
- Coupe des Pays-Bas (1) :
  - Vainqueur : 1957-58.